# Un long dimanche de fiançailles (filme)

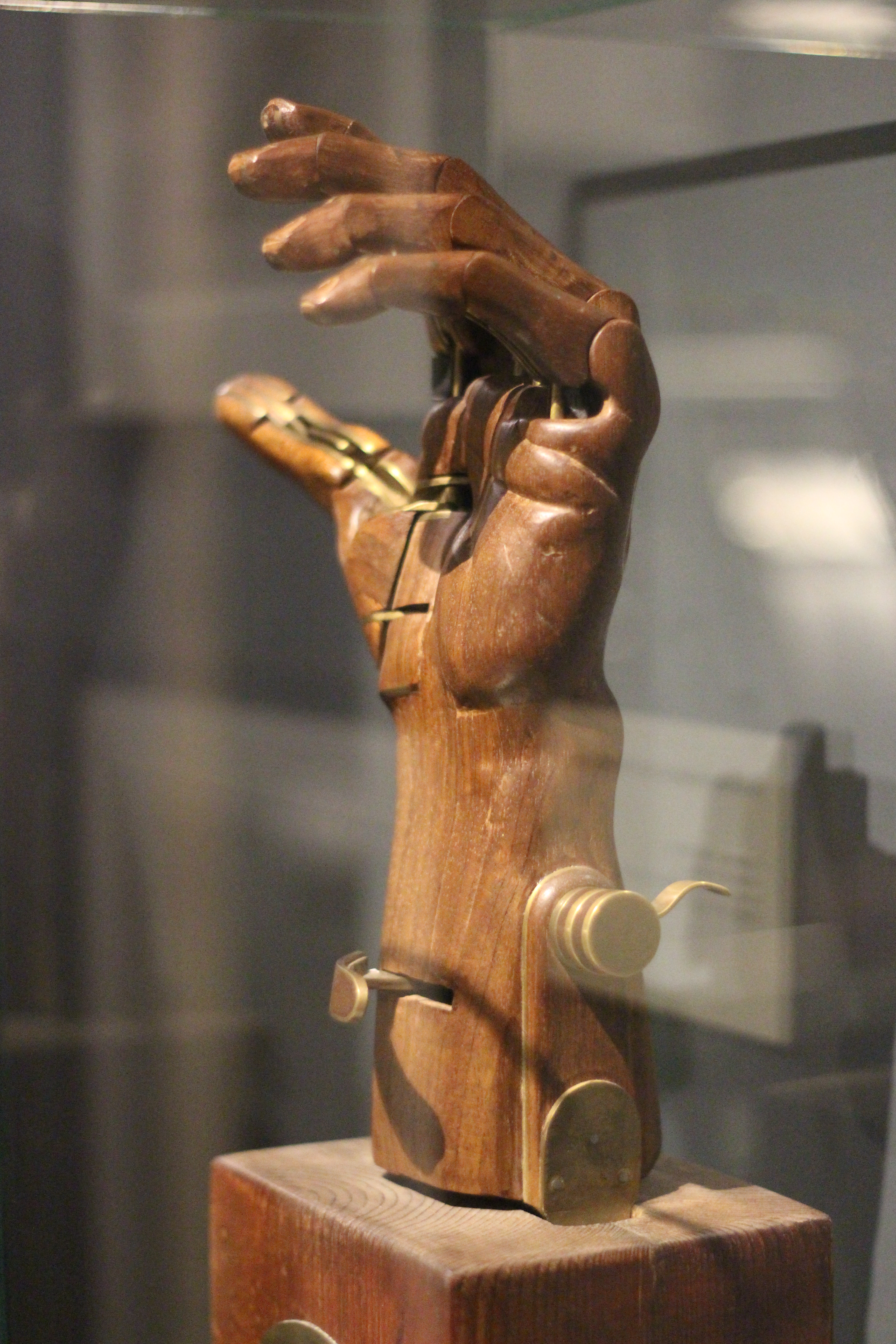
Prótese da mão utilizada no filme "Un long dimanche de fiançailles" em exposição no Museu da Miniatura e Cinema

Un long dimanche de fiançailles (Brasil: Eterno Amor / Portugal: Um Longo Domingo de Noivado) é um filme franco-estadunidense de 2004, do gênero drama, realizado por Jean-Pierre Jeunet e com argumento de Jeunet e Guillaume Laurant, baseado no livro homônimo de Sébastien Japrisot. O filme é estrelado por Audrey Tautou, Gaspard Ulliel e Marion Cotillard. Recebeu duas indicações ao Oscar e doze indicações ao César, ganhando cinco, incluindo melhor atriz coadjuvante para Marion Cotillard e melhor ator revelação para Gaspard Ulliel. Também foi indicado ao Globo de Ouro e ao BAFTA na categoria de melhor filme estrangeiro.

## Sinopse
Após o fim da primeira guerra mundial, a jovem Mathilde aguarda notícias sobre Manech, seu noivo. Mathilde fica a saber que Manech fez parte de um grupo de cinco soldados que, individualmente, provocaram a sua própria mutilação, para que deixassem a frente de batalha da guerra.
Os cinco são condenados à morte pela corte marcial e, após serem levados para uma trincheira francesa, são deixados à morte no território existente entre o local em que estavam e a trincheira alemã.
Apesar de todos serem considerados mortos pelo exército francês, Mathilde acredita que Manech está vivo e inicia, por conta própria, uma busca por pistas que confirmem isso.

## Elenco
- Audrey Tautou.... Mathilde
- Gaspard Ulliel.... Manech
- Jean-Pierre Becker.... tenente Esperanza
- Dominique Bettenfeld.... Ange Bassignano
- Clovis Cornillac.... Benoît Notre-Dame
- Marion Cotillard.... Tina Lombardi
- Jean-Pierre Darroussin.... Benjamin Gordes
- Julie Depardieu.... Véronique Passavant
- Jean-Claude Dreyfus.... comandante Lavrouye
- André Dussollier.... Rouvières
- Tchéky Karyo.... capitão Favourier
- Jérôme Kircher.... Bastoche
- Jodie Foster.... Elodie Gordes
- Denis Lavant.... Six-Soux
- Chantal Neuwirth.... Bénédicte
- Dominique Pinon.... Sylvain
- Ticky Holgado

## Prémios e nomeações
- Recebeu duas nomeações ao Óscar, nas categorias de:
  - Melhor fotografia[6]
  - Melhor direcção de arte[6]
- Recebeu uma nomeação ao Globo de Ouro na categoria de melhor filme estrangeiro[7]
- Recebeu uma nomeação ao BAFTA na categoria de melhor filme estrangeiro[8]
- Ganhou cinco Césares, nas seguintes categorias:
  - Melhor actriz secundária (Marion Cotillard)[9]
  - Melhor revelação masculina (Gaspard Ulliel)[9]
  - Melhor fotografia[9]
  - Melhor desenho de produção[9]
  - Melhor guarda-roupa[9]
- Recebeu ainda outras sete nomeações, nas categorias de:
  - Melhor filme[9]
  - Melhor realizador[9]
  - Melhor actriz (Audrey Tautou)[9]
  - Melhor argumento[9]
  - Melhor edição[9]
  - Melhor banda sonora[9]
  - Melhor som[9]